# Rock and Roll Hall of Fame

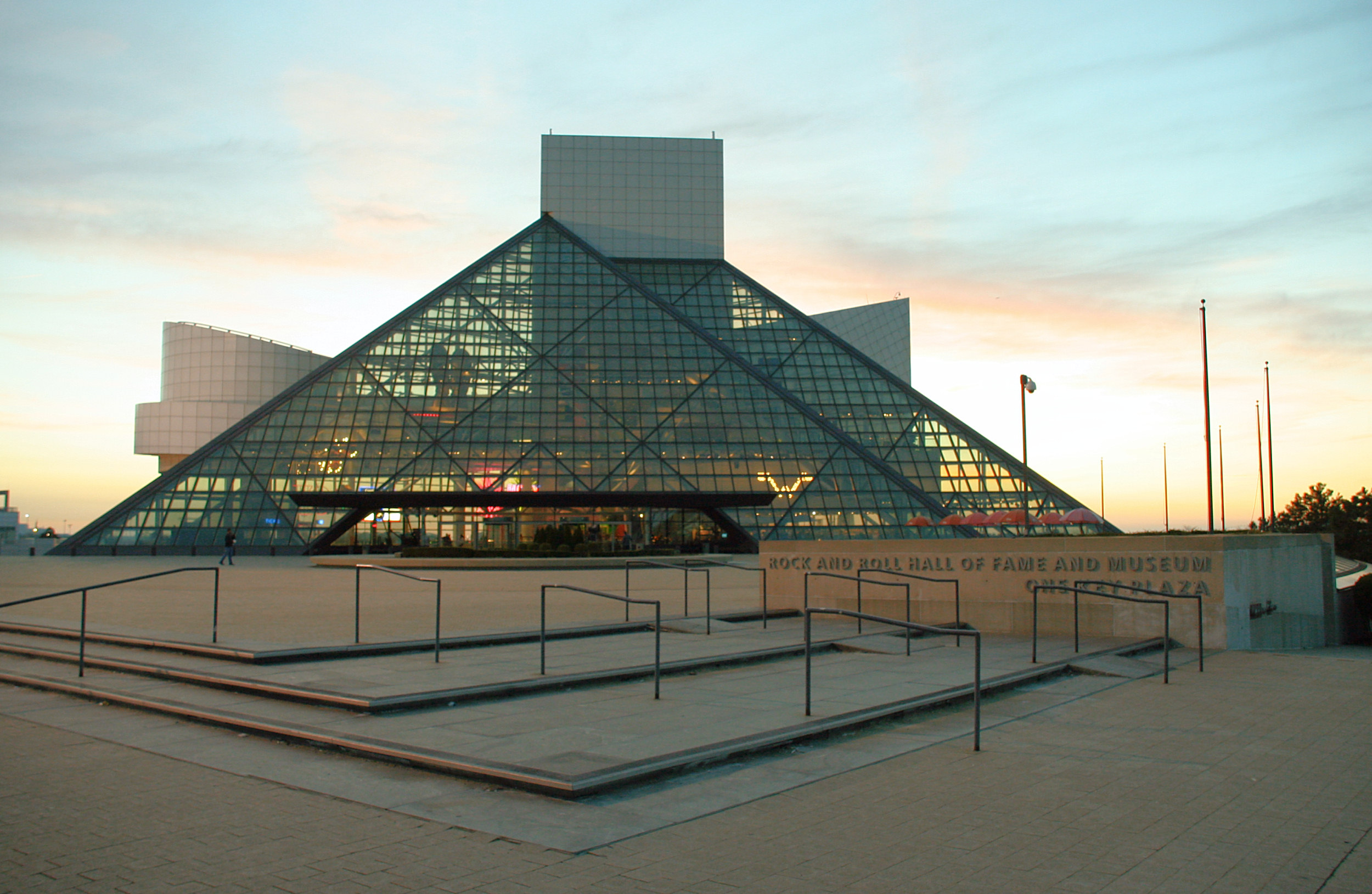
Muzeul Rock and Roll Hall of Fame

Rock and Roll Hall of Fame and Museum este un muzeu din Cleveland, Ohio, Statele Unite, dedicat industriei muzicii și istoriei unor artiști, producători sau formații foarte cunoscute sau care au avut o influență deosebită asupra industriei muzicii, în special din domeniul rock and roll.
Fundația Rock and Roll Hall of Fame a fost creată în 1983.

## Galeria

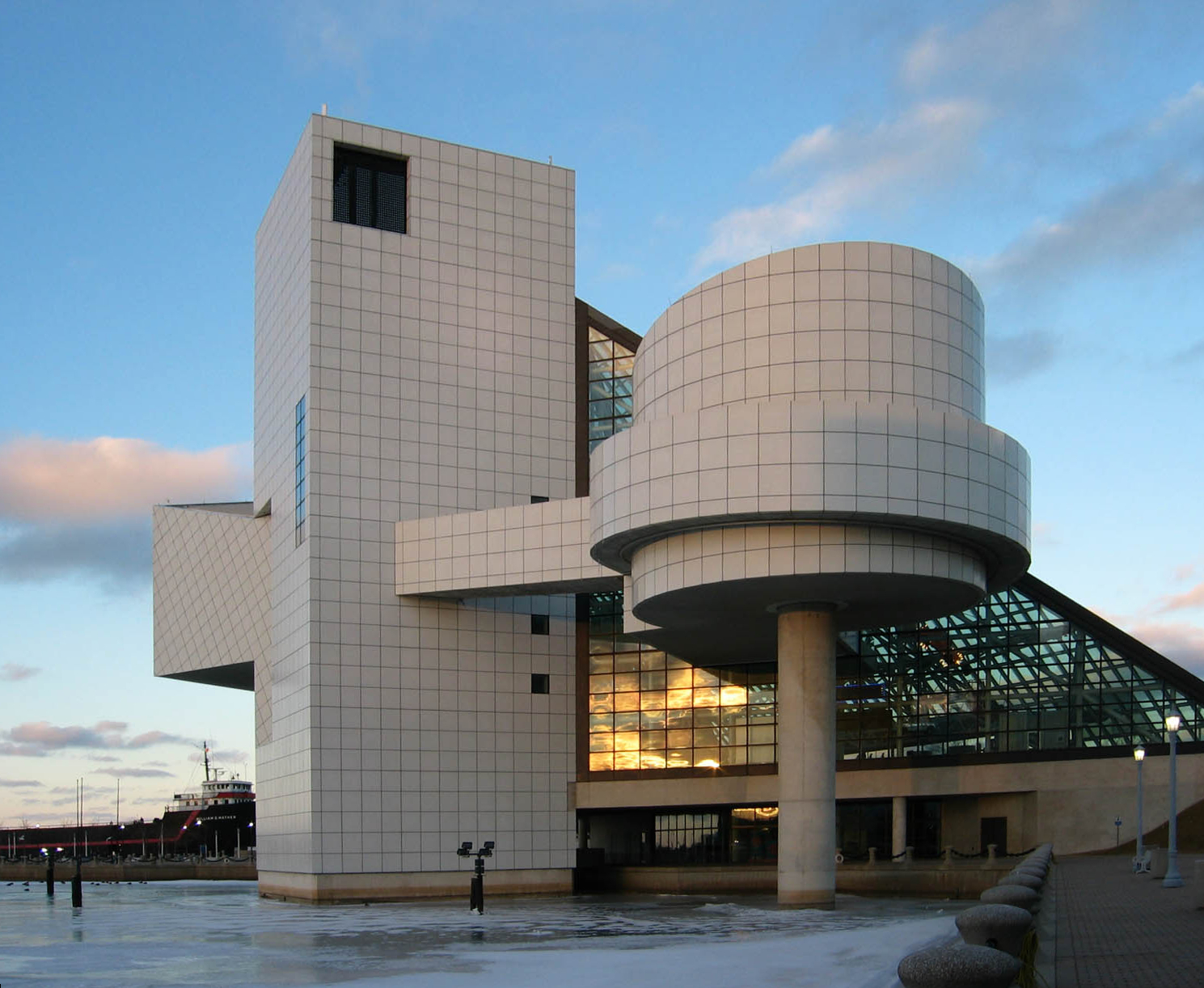
The Rock and Roll Hall of Fame, cu Lacul Erie în fundal.

O serie de artiști sunt introduși în panoplia muzeului, prin intermediu unei ceremonii anuale desfășurată la New York City. În cadrul primei ceremonii au fost introduși, la data de 23 ianuarie 1986, Chuck Berry, James Brown, Ray Charles, Sam Cooke, Fats Domino, the Everly Brothers, Buddy Holly, Jerry Lee Lewis, Little Richard și Elvis Presley. 
În prezent, grupurile sau indivizii sunt calificați pentru introducere la 25 de ani de la prima apariție a unei înregistrări. Nominalizații trebuie să aibă o influență și o importanță deosebită în istoria rock and roll. Patru categorii sunt recunoscute: Artiști, Non-Artiști, Influențe timpurii, și, începând cu anul 2000, Oameni din culise. 

### Artiști
Categoria Artiști include căntăreți și instrumentiști.
Un comitet de nominalizare compus din istorici ai muzicii selectează numele pentru categoria Artiști, care sunt mai apoi votate de aproximativ 1000 de experți, incluzând academicieni, jurnaliști, producători, și alte persoane care au experiență în industria muzicală. Artiști care strâng cele mai multe voturi peste 50% dintre voturile exprimate sunt selectați pentru a fi introduși; anual, între cinci și șapte nominalizați sunt aleși. Un nume din muzica rock-and-roll a fost introdus de 2 ori, Michael Jackson.

### Non-Artiști

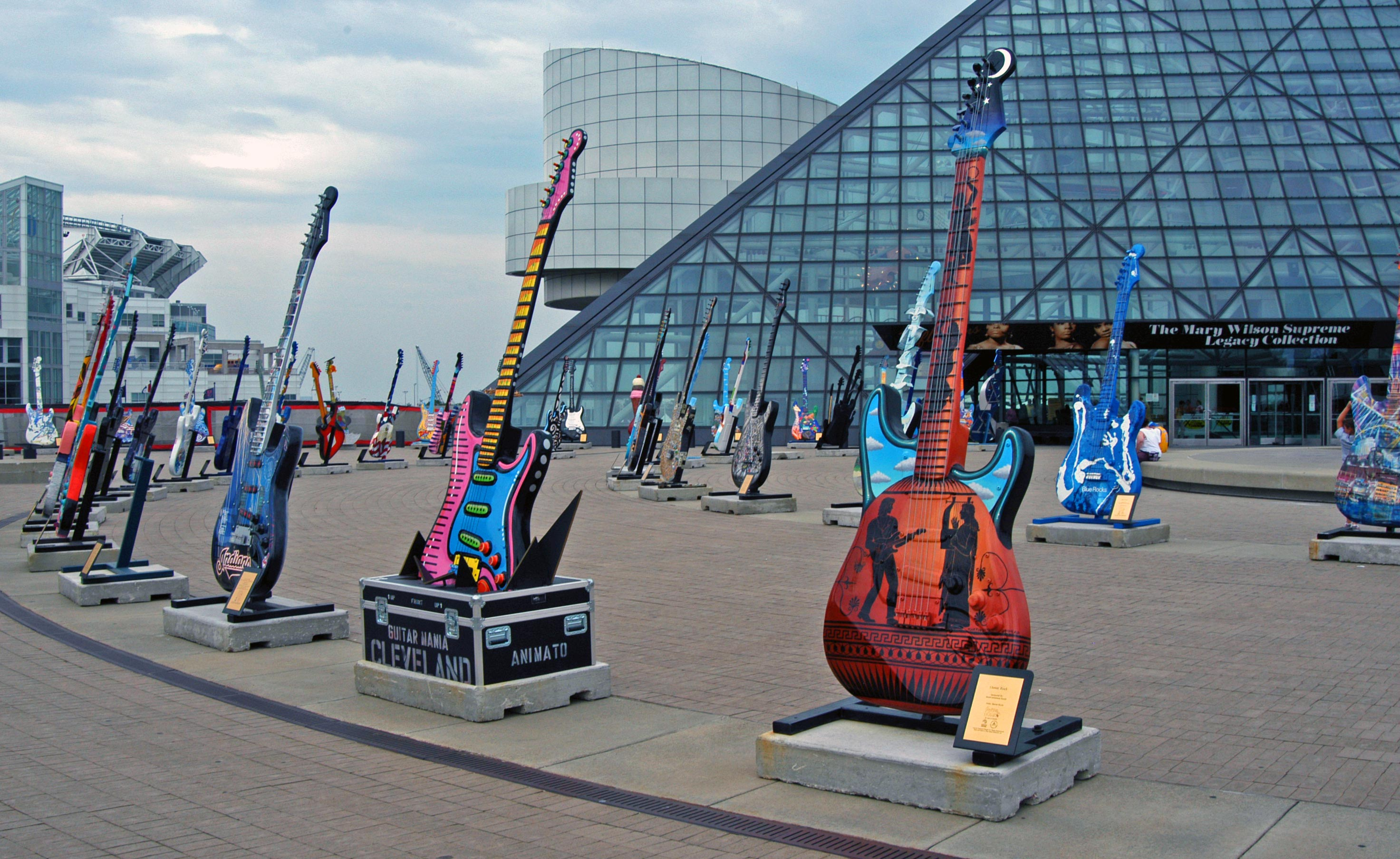
Sculpturi în formă de chitară din exteriorul Rock Hall din anul 2004

Categoria Non-Artiști include compozitori, producători, DJ, directori din industria muzicală, jurnaliști de muzică, și alte profesii. 
Câteva nume selecționate la categoria Non-Artiști îi includ pe Sam Phillips fondatorul Sun Records, DH-ul Alan Freed, producătorul lui Ronettes și Righteous Brothers Phil Spector, producătorul lui Beatles George Martin, fondatorul mărcii de chitară Fender, Leo Fender, fondatorul revistei Rolling Stone și editorul Jann Wenner, și Ahmet Ertegün, fondatorul Atlantic Records și fondatorul și directorul muzeului.
Un comitet separat de selecție face nominalizările pentru categoriile Non-Artiști și Influențe timpurii.

### Influențe timpurii
Influențe timpurii include artiști din domenii mai vechi, în deosebi country, folk și blues, a căror muzică a inspirat și a influențat artiștii rock and roll. Cei mai recenți adăugați în aceasta categorie sunt Nat King Cole și Billie Holiday în anul 2000. Alți artiști remarcabili incluși sunt muzicianul country Hank Williams, muzicianul de blues Howlin' Wolf, muzicianul de jazz Louis Armstrong.

### Oameni din culise
Categoria „Oameni din culise” include veterani ai sesiunilor muzicale, ei fiind nominalizați de către un comitet compus în special din producători.

## Lista artiștilor introduși în Rock and Roll Hall of Fame
| Anul introducerii | Imagine | Nume                                   | Membri | Introdus de                                       |
| ----------------- | --- | -------------------------------------- | --- | ------------------------------------------------- |
| 1986              | Publicity photo of Chuck Berry. | Chuck Berry                            | | Keith Richards                                    |
| 1986              | James Brown performing in Hamburg, Germany, February 1973 | James Brown                            | Steve Winwood |                                                   |
| 1986              | Photo of Ray Charles in one of his classic poses at the piano. | Ray Charles                            | Quincy Jones |                                                   |
| 1986              | | Sam Cooke                              | Herb Alpert |                                                   |
| 1986              | Fats Domino in Amsterdam 1962 | Fats Domino                            | Billy Joel |                                                   |
| 1986              | Phil (left) and Don (right) Everly in 1958 | The Everly Brothers                    | Don Everly și Phil Everly. | Neil Young                                        |
| 1986              | Buddy Holly in 1957 | Buddy Holly                            | [ 3 ] | John Fogerty                                      |
| 1986              | Lewis performing in the 1950s | Jerry Lee Lewis                        | | Hank Williams Jr.                                 |
| 1986              | Little Richard in 1967 | Little Richard                         | Roberta Flack |                                                   |
| 1986              | Presley in a publicity photograph for the 1957 film Jailhouse Rock | Elvis Presley                          | Julian și Sean Lennon |                                                   |
| 1987              | | The Coasters                           | Carl Gardner, Cornell Gunter, Billy Guy și Will Jones. | Lester Sill                                       |
| 1987              | | Eddie Cochran                          | | Mick Jones                                        |
| 1987              | Publicity portrait of American blues musician Bo Diddley, 1957, sitting with his "Twang Machine", a unique square electric guitar built for him by Gretsch. | Bo Diddley                             | ZZ Top |                                                   |
| 1987              | Publicity photo of Aretha Franklin from Billboard, 17 February 1968 | Aretha Franklin                        | Keith Richards |                                                   |
| 1987              | Gaye in 1973 | Marvin Gaye                            | Nick Ashford și Valerie Simpson |                                                   |
| 1987              | Haley in 1974 | Bill Haley                             | Chuck Berry |                                                   |
| 1987              | | B.B. King                              | Sting |                                                   |
| 1987              | | Clyde McPhatter                        | Ben E. King |                                                   |
| 1987              | | Ricky Nelson                           | John Fogerty |                                                   |
| 1987              | Orbison in 1965 | Roy Orbison                            | Bruce Springsteen |                                                   |
| 1987              | Perkins in 1977 | Carl Perkins                           | Sam Phillips |                                                   |
| 1987              | Robinson in March 2018 | Smokey Robinson                        | Daryl Hall și John Oates |                                                   |
| 1987              | Robinson in concert at the Chumash Casino Resort in Santa Ynez, California, 2006 | Big Joe Turner                         | Doc Pomus |                                                   |
| 1987              | Muddy Waters with James Cotton, 1971 | Muddy Waters                           | Paul Butterfield |                                                   |
| 1987              | | Jackie Wilson                          | Peter Wolf |                                                   |
| 1988              | | The Beach Boys                         | Al Jardine, Mike Love, Brian Wilson, Carl Wilson și Dennis Wilson. | Elton John                                        |
| 1988              | Top: Lennon, McCartney Bottom: Harrison, Starr | The Beatles                            | George Harrison, John Lennon, Paul McCartney și Ringo Starr. | Mick Jagger                                       |
| 1988              | | The Drifters                           | Ben E. King, Rudy Lewis, Clyde McPhatter, Johnny Moore, Bill Pinkney, Charlie Thomas și Gerhart Thrasher. | Billy Joel                                        |
| 1988              | Dylan performing with Joan Baez during the civil rights "March on Washington for Jobs and Freedom", August 28, 1963 | Bob Dylan                              | | Bruce Springsteen                                 |
| 1988              | | The Supremes                           | Florence Ballard, Diana Ross și Mary Wilson. | Little Richard                                    |
| 1989              | Dion performing in New York | Dion                                   | | Lou Reed                                          |
| 1989              | Otis Redding in January 1967 | Otis Redding                           | Little Richard |                                                   |
| 1989              | Mick Jagger, Keith RichardsRonnie Wood, Charlie Watts | The Rolling Stones                     | Mick Jagger, Brian Jones, Keith Richards, Ian Stewart, Mick Taylor, Charlie Watts, Ronnie Wood și Bill Wyman. | Pete Townshend                                    |
| 1989              | | The Temptations                        | Melvin Franklin, Eddie Kendricks, David Ruffin, Otis Williams, Paul Williams, Dennis Edwards. | Daryl Hall și John Oates                          |
| 1989              | Wonder in a recording studio, 1973 | Stevie Wonder                          | | Paul Simon                                        |
| 1990              | Hank Ballard | Hank Ballard                           | Boz Scaggs |                                                   |
| 1990              | | Bobby Darin                            | Paul Anka |                                                   |
| 1990              | | The Four Seasons                       | Tom DeVito, Bob Gaudio, Nick Massi și Frankie Valli. | Bob Crewe                                         |
| 1990              | | The Four Tops                          | Renaldo "Obie" Benson, Abdul "Duke" Fakir, Lawrence Payton și Levi Stubbs. | Stevie Wonder                                     |
| 1990              | left to right: Pete Quaife, Dave Davies, Ray Davies, Mick Avory. | The Kinks                              | Mick Avory, Dave Davies, Ray Davies și Pete Quaife. | Graham Nash                                       |
| 1990              | | The Platters                           | David Lynch, Herb Reed, Paul Robi, Zola Taylor și Tony Williams. | Phil Spector                                      |
| 1990              | Paul Simon (right) and Art Garfunkel performing in Dublin, 1982 | Simon & Garfunkel                      | Paul Simon și Art Garfunkel. | James Taylor                                      |
| 1990              | The Who in 1975, left to right: Roger Daltrey, John Entwistle, Keith Moon, Pete Townshend | The Who                                | Roger Daltrey, John Entwistle, Keith Moon și Pete Townshend. | U2                                                |
| 1991              | Baker in 1956 | LaVern Baker                           | | Chaka Khan                                        |
| 1991              | The Byrds in 1970 | The Byrds                              | Gene Clark, Michael Clarke, David Crosby, Chris Hillman și Roger McGuinn. | Don Henley                                        |
| 1991              | John Lee Hooker performing at the Long Beach Blues Festival, California, August 31, 1997 | John Lee Hooker                        | | Bonnie Raitt                                      |
| 1991              | | The Impressions                        | Curtis Mayfield, Sam Gooden, Fred Cash, Arthur Brooks, Richard Brooks și Jerry Butler. | Tracy Chapman                                     |
| 1991              | Wilson Pickett with Pino Presti during the European tour (1970) | Wilson Pickett                         | | Bobby Brown                                       |
| 1991              | | Jimmy Reed                             | ZZ Top |                                                   |
| 1991              | Ike and Tina Turner performing in Hamburg, Germany, November 1972. | Ike & Tina Turner                      | Ike Turner și Tina Turner. | Phil Spector                                      |
| 1992              | Bobby Bland at the Long Beach Blues Festival, 1996 | Bobby "Blue" Bland                     | | B.B. King                                         |
| 1992              | | Booker T. & the M.G.'s                 | Booker T. Jones, Steve Cropper, Donald "Duck" Dunn, Al Jackson Jr. și Lewie Steinberg. | Jim Stewart                                       |
| 1992              | Cash in 1969 | Johnny Cash                            | | Lyle Lovett                                       |
| 1992              | | The Isley Brothers                     | Ernie Isley, Marvin Isley, O'Kelly Isley Jr., Ronald Isley, Rudolph Isley și Chris Jasper. | Little Richard                                    |
| 1992              | The Jimi Hendrix Experience performing for Dutch television in 1967. From left to right: Jimi Hendrix, Noel Redding, and Mitch Mitchell. | The Jimi Hendrix Experience            | Jimi Hendrix, Mitch Mitchell și Noel Redding. | Neil Young                                        |
| 1992              | | Sam & Dave                             | Sam Moore și Dave Prater. | Billy Joel                                        |
| 1992              | | The Yardbirds                          | Jeff Beck, Eric Clapton, Chris Dreja, Jim McCarty, Jimmy Page, Keith Relf și Paul Samwell-Smith. | The Edge                                          |
| 1993              | Ruth Brown in 1955 | Ruth Brown                             | | Bonnie Raitt                                      |
| 1993              | Cream in 1967. From left to right: Ginger Baker, Jack Bruce, and Eric Clapton. | Cream                                  | Ginger Baker, Jack Bruce și Eric Clapton. | ZZ Top                                            |
| 1993              | Creedence Clearwater Revival in 1968. From left to right: Tom Fogerty, Doug Clifford, Stu Cook, and John Fogerty. | Creedence Clearwater Revival           | Doug Clifford, Stu Cook, John Fogerty și Tom Fogerty. | Bruce Springsteen                                 |
| 1993              | Promotional photo of the Doors in late 1966 (l–r: John Densmore, Robby Krieger, Ray Manzarek, and Jim Morrison) | The Doors                              | John Densmore, Robby Krieger, Ray Manzarek și Jim Morrison. | Eddie Vedder                                      |
| 1993              | | Frankie Lymon & The Teenagers          | Herman Santiago, Jimmy Merchant, Sherman Garnes, Frankie Lymon și Joe Negroni | Boyz II Men                                       |
| 1993              | Etta James in Deauville, France, July 1990 | Etta James                             | | k.d. lang                                         |
| 1993              | | Van Morrison                           | Robbie Robertson |                                                   |
| 1993              | | Sly and the Family Stone               | Gregg Errico, Larry Graham, Jerry Martini, Cynthia Robinson, Freddie Stone, Rosie Stone și Sly Stone. | George Clinton                                    |
| 1994              | | The Animals                            | Eric Burdon, Chas Chandler, Alan Price, John Steel și Hilton Valentine. | Dave Pirner                                       |
| 1994              | The Band in 1969. Left to right: Manuel, Hudson, Helm, Robertson, and Danko. | The Band                               | Rick Danko, Levon Helm, Garth Hudson, Richard Manuel și Robbie Robertson. | Eric Clapton                                      |
| 1994              | | Duane Eddy                             | | Mick Jones                                        |
| 1994              | The Grateful Dead in 1970, from a promotional photo shoot. Left to right: Bill Kreutzmann, Ron "Pigpen" McKernan, Jerry Garcia, Bob Weir, Mickey Hart, Phil Lesh. | The Grateful Dead                      | Tom Constanten, Jerry Garcia, Donna Jean Godchaux, Keith Godchaux, Mickey Hart, Robert Hunter, Bill Kreutzmann, Phil Lesh, Ron McKernan, Brent Mydland, Bob Weir și Vince Welnick.                                                                               | Bruce Hornsby                                     |
| 1994              | | Elton John                             | | Axl Rose                                          |
| 1994              | John Lennon rehearses Give Peace A Chance, 1969 | John Lennon                            | Paul McCartney |                                                   |
| 1994              | Marley performing in 1980 | Bob Marley                             | Bono |                                                   |
| 1994              | | Rod Stewart                            | Jeff Beck |                                                   |
| 1995              | | The Allman Brothers Band               | Duane Allman, Gregg Allman, Dickey Betts, Jai Johanny Johanson, Berry Oakley și Butch Trucks. | Willie Nelson                                     |
| 1995              | | Al Green                               | | Natalie Cole                                      |
| 1995              | | Janis Joplin                           | Melissa Etheridge |                                                   |
| 1995              | Clockwise, from top left: Jimmy Page, John Bonham, Robert Plant, John Paul Jones | Led Zeppelin                           | John Bonham, John Paul Jones, Jimmy Page și Robert Plant | Steven Tyler și Joe Perry                         |
| 1995              | | Martha and the Vandellas               | Rosalind Ashford, Annette Beard, Betty Kelly, Lois Reeves și Martha Reeves. | Fred Schneider și Kate Pierson                    |
| 1995              | | Neil Young                             | | Eddie Vedder                                      |
| 1995              | Frank Zappa performing in 1977 | Frank Zappa                            | Lou Reed |                                                   |
| 1996              | Bowie at Tweeter Center in Tinley Park during the Heathen Tour in 2002 | David Bowie                            | Madonna și David Byrne |                                                   |
| 1996              | Left to right: William "Red" Guest, Edward Patten, Merald "Bubba" Knight, and Gladys Knight | Gladys Knight & the Pips               | William Guest, Gladys Knight, Merald "Bubba" Knight și Edward Patten. | Mariah Carey                                      |
| 1996              | Jefferson Airplane photographed by Herb Greene at The Matrix club, San Francisco, in 1966. Top row from left: Jack Casady Grace Slick, Marty Balin; bottom row from left: Jorma Kaukonen, Paul Kantner, Spencer Dryden. A cropped version was used for the front cover of Surrealistic Pillow. | Jefferson Airplane                     | Marty Balin, Jack Casady, Spencer Dryden, Paul Kantner, Jorma Kaukonen și Grace Slick. | Mickey Hart și Phil Lesh                          |
| 1996              | | Little Willie John                     | | Stevie Wonder                                     |
| 1996              | | Pink Floyd                             | Syd Barrett, David Gilmour, Nick Mason, Roger Waters și Rick Wright. | Billy Corgan                                      |
| 1996              | | The Shirelles                          | Shirley Alston Reeves, Addie Harris, Doris Kenner-Jackson și Beverly Lee. | Merry Clayton, Marianne Faithfull și Darlene Love |
| 1996              | | The Velvet Underground                 | John Cale, Sterling Morrison, Lou Reed și Maureen Tucker. | Patti Smith                                       |
| 1997              | Bee Gees in 1978 (top to bottom) Barry, Robin, and Maurice Gibb | Bee Gees                               | Barry Gibb, Maurice Gibb și Robin Gibb. | Brian Wilson                                      |
| 1997              | | Buffalo Springfield                    | Richie Furay, Dewey Martin, Bruce Palmer, Stephen Stills și Neil Young. | Tom Petty                                         |
| 1997              | | Crosby, Stills & Nash                  | David Crosby, Graham Nash și Stephen Stills. | James Taylor                                      |
| 1997              | | The Jackson 5                          | Jackie Jackson, Jermaine Jackson, Marlon Jackson, Michael Jackson și Tito Jackson. | Diana Ross                                        |
| 1997              | | Joni Mitchell                          | | Shawn Colvin                                      |
| 1997              | | Parliament-Funkadelic                  | Jerome Brailey, George Clinton, Bootsy Collins, Raymond Davis, Tiki Fulwood, Glenn Goins, Michael Hampton, Fuzzy Haskins, Eddie Hazel, Walter Morrison, Cordell Mosson, William "Billy Bass" Nelson, Garry Shider, Calvin Simon, Grady Thomas și Bernie Worrell. | Prince                                            |
| 1997              | | The (Young) Rascals                    | Eddie Brigati, Felix Cavaliere, Gene Cornish și Dino Danelli. | Steven Van Zandt                                  |
| 1998              | | Eagles                                 | Don Felder, Glenn Frey, Don Henley, Bernie Leadon, Randy Meisner, Timothy B. Schmit și Joe Walsh. | Jimmy Buffett                                     |
| 1998              | Fleetwood Mac in 1977. From left to right: Mick Fleetwood, Christine McVie, John McVie, Stevie Nicks, and Lindsey Buckingham. | Fleetwood Mac                          | Lindsey Buckingham, Mick Fleetwood, Peter Green, Danny Kirwan, Christine McVie, John McVie, Stevie Nicks și Jeremy Spencer. | Sheryl Crow                                       |
| 1998              | | The Mamas & the Papas                  | Denny Doherty, Cass Elliot, John Phillips și Michelle Phillips. | Shania Twain                                      |
| 1998              | | Lloyd Price                            | | Tony Rich                                         |
| 1998              | | Santana                                | Jose Chepito Areas, David Brown, Michael Carabello, Gregg Rolie, Carlos Santana și Michael Shrieve. | John Popper                                       |
| 1998              | | Gene Vincent                           | | John Fogerty                                      |
| 1999              | | Billy Joel                             | Ray Charles |                                                   |
| 1999              | | Curtis Mayfield                        | Sean Combs |                                                   |
| 1999              | | Paul McCartney                         | Neil Young |                                                   |
| 1999              | | Del Shannon                            | Art Alexakis |                                                   |
| 1999              | | Dusty Springfield                      | Elton John |                                                   |
| 1999              | Springsteen performing at the Roskilde Festival, Denmark, 2012 | Bruce Springsteen                      | Bono |                                                   |
| 1999              | | The Staple Singers                     | Cleotha Staples, Mavis Staples, Pervis Staples, Pops Staples și Yvonne Staples. | Lauryn Hill                                       |
| 2000              | | Eric Clapton                           | | Robbie Robertson                                  |
| 2000              | | Earth, Wind & Fire                     | Philip Bailey, Larry Dunn, Johnny Graham, Ralph Johnson, Al McKay, Fred White, Maurice White, Verdine White și Andrew Woolfolk. | Lil Kim                                           |
| 2000              | | The Lovin' Spoonful                    | Steve Boone, Joe Butler, John Sebastian și Zal Yanovsky. | John Mellencamp                                   |
| 2000              | | The Moonglows                          | Prentiss Barnes, Harvey Fuqua, Peter Graves, Billy Johnson, Bobby Lester. | Paul Simon                                        |
| 2000              | Bonnie Raitt at the Rock and Roll Hall of Fame in 2000 | Bonnie Raitt                           | | Melissa Etheridge                                 |
| 2000              | | James Taylor                           | | Paul McCartney                                    |
| 2001              | Aerosmith performing in 2019 | Aerosmith                              | Tom Hamilton, Joey Kramer, Joe Perry, Steven Tyler și Brad Whitford. | Kid Rock                                          |
| 2001              | Solomon Burke performing on April 19, 2008 | Solomon Burke                          | | Mary J. Blige                                     |
| 2001              | | The Flamingos                          | Jake Carey, Zeke Carey, Johnny Carter, Tommy Hunt, Terry "Buzzy" Johnson, Sollie McElroy, Nate Nelson, și Paul Wilson. | Frankie Valli                                     |
| 2001              | Jackson performing in 1988, during the Bad World Tour. | Michael Jackson                        | | NSYNC                                             |
| 2001              | Top: Brian May, Freddie Mercury Bottom: John Deacon, Roger Taylor | Queen                                  | John Deacon, Brian May, Freddie Mercury și Roger Taylor. | Dave Grohl și Taylor Hawkins                      |
| 2001              | Paul Simon performing at the 9:30 Club, May 27, 2011 | Paul Simon                             | | Marc Anthony                                      |
| 2001              | | Steely Dan                             | Walter Becker și Donald Fagen. | Moby                                              |
| 2001              | | Ritchie Valens                         | | Ricky Martin                                      |
| 2002              | | Isaac Hayes                            | Alicia Keys |                                                   |
| 2002              | Lee in 1977 | Brenda Lee                             | Jewel |                                                   |
| 2002              | Tom Petty | Tom Petty and the Heartbreakers        | Tom Petty, Ron Blair, Mike Campbell, Howie Epstein, Stan Lynch și Benmont Tench. | Jakob Dylan                                       |
| 2002              | | Gene Pitney                            | [ 61 ] | Darlene Love                                      |
| 2002              | The Ramones in 1980 | Ramones                                | Dee Dee Ramone, Joey Ramone, Johnny Ramone, Marky Ramone și Tommy Ramone. | Eddie Vedder                                      |
| 2002              | | Talking Heads                          | David Byrne, Chris Frantz, Jerry Harrison și Tina Weymouth. | Anthony Kiedis                                    |
| 2003              | AC/DC, from left to right: Brian Johnson, Malcolm Young, Phil Rudd, Angus Young, Cliff Williams, performing at the Tacoma Dome in Tacoma, Washington on August 31, 2009. | AC/DC                                  | Brian Johnson, Phil Rudd, Bon Scott, Cliff Williams, Angus Young și Malcolm Young. | Steven Tyler                                      |
| 2003              | The Clash in 1980 | The Clash                              | Terry Chimes, Topper Headon, Mick Jones, Paul Simonon și Joe Strummer. | The Edge și Tom Morello                           |
| 2003              | Elvis Costello | Elvis Costello & the Attractions       | Elvis Costello, Steve Nieve, Bruce Thomas și Pete Thomas. | Elton John                                        |
| 2003              | The Police in 2007, left to right: Stewart Copeland, Sting, Andy Summers | The Police                             | Stewart Copeland, Sting, și Andy Summers. | Gwen Stefani                                      |
| 2003              | | The Righteous Brothers                 | Bobby Hatfield și Bill Medley. | Billy Joel                                        |
| 2004              | | Jackson Browne                         | [ 69 ] | Bruce Springsteen                                 |
| 2004              | | The Dells                              | Verne Allison, Chuck Barksdale, Johnny Carter, Johnny Funches, Marvin Junior și Michael McGill. | Robert Townsend                                   |
| 2004              | | George Harrison                        | | Tom Petty și Jeff Lynne                           |
| 2004              | Prince performing in Brussels during the Hit N Run Tour in 1986 | Prince                                 | Outkast și Alicia Keys |                                                   |
| 2004              | | Bob Seger                              | Kid Rock |                                                   |
| 2004              | | Traffic                                | Jim Capaldi, Dave Mason, Steve Winwood și Chris Wood. | Dave Matthews                                     |
| 2004              | ZZ Top performing at St. Augustine Amphitheatre in Florida on May 22, 2008, from left to right: Dusty Hill, Frank Beard (drumming), and Billy Gibbons | ZZ Top                                 | Frank Beard, Billy Gibbons și Dusty Hill. | Keith Richards                                    |
| 2005              | | Buddy Guy                              | | Eric Clapton și B.B. King                         |
| 2005              | | The O'Jays                             | Eddie Levert, Bobby Massey, William Powell, Sammy Strain și Walter Williams. | Justin Timberlake                                 |
| 2005              | The Pretenders, Dominion Theatre, London, December 1981 | The Pretenders                         | Martin Chambers, Pete Farndon, James Honeyman-Scott și Chrissie Hynde. | Neil Young                                        |
| 2005              | Sledge at the 2010 Alabama Music Hall of Fame Concert | Percy Sledge                           | | Rod Stewart                                       |
| 2005              | | U2                                     | Bono, Adam Clayton, The Edge și Larry Mullen, Jr. | Bruce Springsteen                                 |
| 2006              | Left to right: Geezer Butler, Tony Iommi, Bill Ward, Ozzy Osbourne | Black Sabbath                          | Geezer Butler, Tony Iommi, Ozzy Osbourne și Bill Ward. | James Hetfield și Lars Ulrich                     |
| 2006              | Blondie in 1977. L-R: Gary Valentine, Clem Burke, Debbie Harry, Chris Stein, and Jimmy Destri | Blondie                                | Clem Burke, Jimmy Destri, Nigel Harrison, Debbie Harry, Frank Infante, Chris Stein și Gary Valentine. | Shirley Manson                                    |
| 2006              | | Miles Davis                            | | Herbie Hancock                                    |
| 2006              | | Lynyrd Skynyrd                         | Bob Burns, Allen Collins, Steve Gaines, Ed King, Billy Powell, Artimus Pyle, Gary Rossington, Ronnie Van Zant și Leon Wilkeson. | Kid Rock                                          |
| 2006              | The Sex Pistols in Amsterdam in 1977 (L–R: Paul Cook, Glen Matlock, Johnny Rotten and Steve Jones) | Sex Pistols                            | Paul Cook, Steve Jones, Glen Matlock, John Lydon și Sid Vicious. | Jann Wenner                                       |
| 2007              | | Grandmaster Flash and the Furious Five | Melvin "Melle Mel" Glover, Nathaniel "The Kidd Creole" Glover, Eddie "Scorpio" Morris, Joseph "Grandmaster Flash" Sadler, Robert Keith "Keef Cowboy" Wiggins și Guy Todd "Rahiem" Williams.                                                                      | Jay-Z                                             |
| 2007              | Left to right: Mike Mills, Michael Stipe, touring drummer Bill Rieflin (not inducted with the band), and Peter Buck. | R.E.M.                                 | Bill Berry, Peter Buck, Mike Mills și Michael Stipe. | Eddie Vedder                                      |
| 2007              | | The Ronettes                           | Estelle Bennett, Ronnie Spector și Nedra Talley. | Keith Richards                                    |
| 2007              | Patti Smith in 2007 | Patti Smith                            | | Zack de la Rocha                                  |
| 2007              | Van Halen performing in 2015. From left to right: Wolfgang Van Halen, Alex Van Halen, David Lee Roth, and Eddie Van Halen. | Van Halen                              | Michael Anthony, Sammy Hagar, David Lee Roth, Alex Van Halen și Eddie Van Halen. | Velvet Revolver                                   |
| 2008              | Get Yourself a College Girl appearance, 1964 - From left: Mike Smith, Lenny Davidson, Denis Payton, Rick Huxley, and Dave Clark. | The Dave Clark Five                    | Dave Clark, Lenny Davidson, Rick Huxley, Denis Payton și Mike Smith. | Tom Hanks                                         |
| 2008              | Cohen in 1988 | Leonard Cohen                          | | Lou Reed                                          |
| 2008              | Madonna on her Rebel Heart Tour | Madonna                                | Justin Timberlake |                                                   |
| 2008              | Mellencamp in 2007 | John Mellencamp                        | Billy Joel |                                                   |
| 2008              | Classic lineup of the Ventures in 1967 | The Ventures                           | Bob Bogle, Nokie Edwards, Gerry McGee, Mel Taylor și Don Wilson. | John Fogerty                                      |
| 2009              | Beck playing in 1973 | Jeff Beck                              | | Jimmy Page                                        |
| 2009              | | Little Anthony and the Imperials       | Clarence Collins, Anthony Gourdine, Tracy Lord, Glouster "Nat" Rogers, Sammy Strain și Ernest Wright Jr. | Smokey Robinson                                   |
| 2009              | Metallica Live at The O2, London, England, 22 October 2017 | Metallica                              | Cliff Burton, Kirk Hammett, James Hetfield, Jason Newsted, Robert Trujillo și Lars Ulrich. | Flea                                              |
| 2009              | | Run-DMC                                | Darryl "D.M.C." McDaniels, Jason "Jam-Master Jay" Mizell și Joseph "DJ Run" Simmons. | Eminem                                            |
| 2009              | Womack performing at Roskilde Festival, Denmark, 2010 | Bobby Womack                           | | Ron Wood                                          |
| 2010              | ABBA in 1974, from left to right: Benny Andersson, Anni-Frid Lyngstad (Frida), Agnetha Fältskog, and Björn Ulvaeus | ABBA                                   | Benny Andersson, Agnetha Fältskog, Anni-Frid Lyngstad și Björn Ulvaeus. | Barry și Robin Gibb                               |
| 2010              | Genesis performing in 2007 - left to right: Daryl Stuermer, Mike Rutherford, Tony Banks, Phil Collins | Genesis                                | Tony Banks, Phil Collins, Peter Gabriel, Steve Hackett, și Mike Rutherford. | Trey Anastasio                                    |
| 2010              | Cliff performing live | Jimmy Cliff                            | | Wyclef Jean                                       |
| 2010              | | The Hollies                            | Bernie Calvert, Allan Clarke, Bobby Elliott, Eric Haydock, Tony Hicks, Graham Nash și Terry Sylvester. | Steven Van Zandt                                  |
| 2010              | Iggy Pop and the Stooges performing at Katowice Off Festval, Poland, on August 4, 2012 | The Stooges                            | Dave Alexander, Ron Asheton, Scott Asheton, Iggy Pop și James Williamson. | Billie Joe Armstrong                              |
| 2011              | Lead singer Alice Cooper performing live during Halloween Night of Horror at London Wembley Arena on October 28, 2012 | Alice Cooper                           | Alice Cooper, Michael Owen Bruce, Glen Buxton, Dennis Dunaway și Neal Smith. | Rob Zombie                                        |
| 2011              | Diamond performing in 2015 | Neil Diamond                           | | Paul Simon                                        |
| 2011              | Dr. John at the 2007 New Orleans Jazz & Heritage Festival | Dr. John                               | John Legend |                                                   |
| 2011              | Love in 2013 | Darlene Love                           | Bette Midler |                                                   |
| 2011              | Publicity photo of American musician Tom Waits circa 1974–75, around the time Asylum Records was promoting his second album, The Heart of Saturday Night. | Tom Waits                              | Neil Young |                                                   |
| 2012              | | Beastie Boys                           | Michael "Mike D" Diamond, Adam "Ad-Rock" Horovitz și Adam "MCA" Yauch. | Chuck D și LL Cool J                              |
| 2012              | | The Blue Caps                          | Backing band for Gene Vincent. Inducted: Tommy Facenda, Cliff Gallup, Dickie Harrell, Bobby Jones, Johnny Meeks, Jack Neal, Paul Peek și Willie Williams. | Smokey Robinson                                   |
| 2012              | | The Comets                             | Joey Ambrose, Franny Beecher, Danny Cedrone, Johnny Grande, Ralph Jones, Marshall Lytle, Rudy Pompilli, Al Rex, Dick Richards și Billy Williamson. | Smokey Robinson                                   |
| 2012              | | The Crickets                           | Jerry Allison, Sonny Curtis, Joe B. Mauldin și Niki Sullivan. | Smokey Robinson                                   |
| 2012              | Photo of Donovan performing on The Smother Brothers television program. | Donovan                                | | John Mellencamp                                   |
| 2012              | | The Famous Flames                      | Bobby Bennett, Bobby Byrd, Lloyd Stallworth și Johnny Terry. | Smokey Robinson                                   |
| 2012              | | Guns N' Roses                          | Steven Adler, Duff McKagan, Dizzy Reed, Axl Rose, Slash, Matt Sorum și Izzy Stradlin. | Green Day                                         |
| 2012              | | The Midnighters                        | Henry Booth, Billy Davis, Cal Green, Arthur Porter, Lawson Smith, Charles Sutton, Norman Thrasher și Sonny Woods. | Smokey Robinson                                   |
| 2012              | | The Miracles                           | Claudette Rogers, Bobby Rogers, Ronald White, Marv Tarplin și Pete Moore. | Smokey Robinson                                   |
| 2012              | | Laura Nyro                             | | Bette Midler                                      |
| 2012              | | Red Hot Chili Peppers                  | Flea, John Frusciante, Jack Irons, Anthony Kiedis, Josh Klinghoffer, Cliff Martinez, Hillel Slovak și Chad Smith. | Chris Rock                                        |
| 2012              | | The Small Faces / Faces                | Kenney Jones, Ronnie Lane, Ian McLagan, Steve Marriott, Rod Stewart și Ronnie Wood. | Steven Van Zandt                                  |
| 2013              | Heart performs for service members during the 2010 VH1 Divas Salute the Troops concert at Marine Corps Air Station Miramar, Dec. 3. | Heart                                  | Michael DeRosier, Roger Fisher, Steve Fossen, Howard Leese, Ann Wilson și Nancy Wilson. | Chris Cornell                                     |
| 2013              | King performing in 1978 | Albert King                            | | John Mayer                                        |
| 2013              | Newman in a recording studio, 1972 | Randy Newman                           | Don Henley |                                                   |
| 2013              | | Public Enemy                           | Flavor Flav, Professor Griff, Terminator X și Chuck D. | Harry Belafonte și Spike Lee                      |
| 2013              | | Rush                                   | Geddy Lee, Alex Lifeson și Neil Peart. | Dave Grohl și Taylor Hawkins                      |
| 2013              | Summer in a recording studio, 1977 | Donna Summer                           | | Kelly Rowland                                     |
| 2014              | Peter Gabriel at the Wikipedia 10th anniversary party in London in January 2011 | Peter Gabriel                          | Chris Martin |                                                   |
| 2014              | Daryl Hall (left) and John Oates (right), 2008 | Hall & Oates                           | Daryl Hall și John Oates. | Questlove                                         |
| 2014              | Kiss in 1976: Peter Criss, Ace Frehley, Gene Simmons, and Paul Stanley | Kiss                                   | Peter Criss, Ace Frehley, Gene Simmons și Paul Stanley. | Tom Morello                                       |
| 2014              | | Nirvana                                | Kurt Cobain, Dave Grohl și Krist Novoselic. | Michael Stipe                                     |
| 2014              | Ronstadt in 1976 | Linda Ronstadt                         | | Glenn Frey                                        |
| 2014              | Cat Stevens aka Yusuf Islam in a commercial in 1972 | Cat Stevens                            | Art Garfunkel |                                                   |
| 2015              | Butterfield performing at the Woodstock Reunion 1979 | The Paul Butterfield Blues Band        | Paul Butterfield, Mike Bloomfield, Elvin Bishop, Mark Naftalin, Jerome Arnold, Billy Davenport și Sam Lay. | Peter Wolf                                        |
| 2015              | Lead Singer Joan Jett performing with The Blackhearts in Norway, 1980s | Joan Jett & the Blackhearts            | Joan Jett, Kenny Laguna, Gary Ryan, Lee Crystal și Ricky Byrd. | Miley Cyrus                                       |
| 2015              | | Lou Reed                               | | Patti Smith                                       |
| 2015              | | Green Day                              | Billie Joe Armstrong, Tré Cool și Mike Dirnt. | Fall Out Boy                                      |
| 2015              | | Stevie Ray Vaughan and Double Trouble  | Stevie Ray Vaughan, Chris Layton, Tommy Shannon și Reese Wynans. | John Mayer                                        |
| 2015              | Withers in 1976 | Bill Withers                           | | Stevie Wonder                                     |
| 2016              | | Cheap Trick                            | Bun E. Carlos, Rick Nielsen, Tom Petersson și Robin Zander. | Kid Rock                                          |
| 2016              | Chicago in 2004 | Chicago                                | Peter Cetera, Terry Kath, Robert Lamm, Lee Loughnane, James Pankow, Walter Parazaider și Danny Seraphine. | Rob Thomas                                        |
| 2016              | Deep Purple in 1971 | Deep Purple                            | Ritchie Blackmore, David Coverdale, Rod Evans, Ian Gillan, Roger Glover, Glenn Hughes, Jon Lord, Ian Paice | Lars Ulrich                                       |
| 2016              | | N.W.A                                  | DJ Yella, Ice Cube, Dr. Dre, Eazy-E și MC Ren | Kendrick Lamar                                    |
| 2016              | Steve Miller performs on stage c. 2009 | Steve Miller                           | | The Black Keys                                    |
| 2017              | ELO in 1981. | Electric Light Orchestra               | Bev Bevan, Jeff Lynne, Richard Tandy, Roy Wood | Dhani Harrison                                    |
| 2017              | Joan Baez in 1963. | Joan Baez                              | | Jackson Browne                                    |
| 2017              | Journey in 2002. | Journey                                | Jonathan Cain, Aynsley Dunbar, Steve Perry, Gregg Rolie, Neal Schon, Steve Smith și Ross Valory | Pat Monahan                                       |
| 2017              | Pearl Jam in 2016. | Pearl Jam                              | Jeff Ament, Matt Cameron, Stone Gossard, Dave Krusen, Mike McCready, Eddie Vedder | David Letterman                                   |
| 2017              | | Tupac Shakur                           | | Snoop Dogg                                        |
| 2017              | Yes in 1977. | Yes                                    | Jon Anderson, Bill Bruford, Steve Howe, Tony Kaye, Trevor Rabin, Chris Squire, Rick Wakeman și Alan White | Geddy Lee și Alex Lifeson                         |
| 2018              | Bon Jovi in Montreal in 2007 during the Lost Highway Tour. | Bon Jovi                               | Jon Bon Jovi, David Bryan, Hugh McDonald, Richie Sambora, Alec John Such și Tico Torres | Howard Stern                                      |
| 2018              | | The Cars                               | Elliot Easton, Greg Hawkes, David Robinson, Ric Ocasek și Benjamin Orr | Brandon Flowers                                   |
| 2018              | Dire Straits in Drammenshallen, Norway, 1985 | Dire Straits                           | Alan Clark, Guy Fletcher, John Illsley, David Knopfler, Mark Knopfler și Pick Withers | John Illsley                                      |
| 2018              | The Moody Blues in 1970 at Amsterdam Airport Schiphol. | The Moody Blues                        | Graeme Edge, Justin Hayward, Denny Laine, John Lodge, Mike Pinder și Ray Thomas | Ann Wilson                                        |
| 2018              | Simone in 1975 | Nina Simone                            | | Mary J. Blige                                     |
| 2019              | The Cure live in Singapore | The Cure                               | Perry Bamonte, Jason Cooper, Michael Dempsey, Reeves Gabrels, Simon Gallup, Roger O'Donnell, Robert Smith, Porl Thompson, Lol Tolhurst și Boris Williams | Trent Reznor                                      |
| 2019              | Def Leppard in 2018 | Def Leppard                            | Rick Allen, Vivian Campbell, Phil Collen, Steve Clark, Joe Elliott, Rick Savage și Pete Willis | Brian May                                         |
| 2019              | Janet Jackson performing on her Unbreakable World Tour in San Francisco, California, October 14, 2015 | Janet Jackson                          | | Janelle Monáe                                     |
| 2019              | Stevie Nicks in 2017 | Stevie Nicks                           | Harry Styles |                                                   |
| 2019              | Radiohead in the Mid-2010s | Radiohead                              | Colin Greenwood, Jonny Greenwood, Ed O'Brien, Philip Selway și Thom Yorke | David Byrne                                       |
| 2019              | Roxy Music on TopPop in 1973 | Roxy Music                             | Brian Eno, Bryan Ferry, Eddie Jobson, Andy Mackay, Phil Manzanera, Graham Simpson și Paul Thompson | Simon Le Bon și John Taylor                       |
| 2019              | The Zombies performing in 2017 | The Zombies                            | Rod Argent, Paul Atkinson, Colin Blunstone, Hugh Grundy și Chris White | Susanna Hoffs                                     |
| 2020              | The band standing onstage | Depeche Mode                           | Vince Clarke, Andy Fletcher, Dave Gahan, Martin Gore și Alan Wilder | Charlize Theron                                   |
| 2020              | The Doobie Brothers in 1974 | The Doobie Brothers                    | Jeff "Skunk" Baxter, John Hartman, Michael Hossack, Tom Johnston, Keith Knudsen, Michael McDonald, John McFee, Tiran Porter și Patrick Simmons | Luke Bryan                                        |
| 2020              | Whitney Houston in 1991 | Whitney Houston                        | [ 134 ] | Alicia Keys                                       |
| 2020              | NIN at Lollapalooza in 1991 | Nine Inch Nails                        | Alessandro Cortini, Robin Finck, Danny Lohner, Trent Reznor, Atticus Ross, Ilan Rubin și Chris Vrenna | Iggy Pop                                          |
| 2020              | | The Notorious B.I.G.                   | [ 137 ] | Sean Combs                                        |
| 2020              | Photo of Marc Bolan (T Rex) from a 1973 ABC Television In Concert performance. | T. Rex                                 | Marc Bolan, Steve Currie, Mickey Finn și Bill Legend | Ringo Starr                                       |
| 2021              | Foo Fighters after performing in June 2018. From left to right: Chris Shiflett, Taylor Hawkins, Dave Grohl, Nate Mendel, Rami Jaffee, and Pat Smear. | Foo Fighters                           | Dave Grohl, Taylor Hawkins, Rami Jaffee, Nate Mendel, Chris Shiflett și Pat Smear | Paul McCartney                                    |
| 2021              | Go Go's in 2012 | The Go-Go's                            | Charlotte Caffey, Belinda Carlisle, Gina Schock, Kathy Valentine și Jane Wiedlin | Drew Barrymore                                    |
| 2021              | Jay-Z 2011 | Jay-Z                                  | | Dave Chappelle                                    |
| 2021              | Carole King 2002 | Carole King                            | Taylor Swift |                                                   |
| 2021              | Todd Rundgren 1978 | Todd Rundgren                          | Patti Smith |                                                   |
| 2021              | Tina Turner | Tina Turner                            | Angela Bassett |                                                   |
| 2022              | | Pat Benatar                            | Pat Benatar și Neil Giraldo | Sheryl Crow                                       |
| 2022              | | Duran Duran                            | Warren Cuccurullo, Simon Le Bon, Nick Rhodes, Andy Taylor, John Taylor și Roger Taylor | Robert Downey Jr.                                 |
| 2022              | | Eminem                                 | | Dr. Dre                                           |
| 2022              | | Eurythmics                             | Annie Lennox și Dave Stewart | The Edge                                          |
| 2022              | | Dolly Parton                           | | Pink                                              |
| 2022              | | Lionel Richie                          | Lenny Kravitz |                                                   |
| 2022              | | Carly Simon                            | Sara Bareilles |                                                   |
| 2023              | | Kate Bush                              | | Big Boi                                           |
| 2023              | | Sheryl Crow                            | | Laura Dern                                        |
| 2023              | | Missy Elliott                          | | Queen Latifah                                     |
| 2023              | | George Michael                         | | Andrew Ridgeley                                   |
| 2023              | | Willie Nelson                          | | Dave Matthews                                     |
| 2023              | | Rage Against the Machine               | Tim Commerford, Zack de la Rocha, Tom Morello și Brad Wilk | Ice-T                                             |
| 2023              | | The Spinners                           | Henry Fambrough, Billy Henderson, Pervis Jackson, Bobby Smith și Philippé Wynne |                                                   |
| 2024              | | Mary J. Blige                          | |                                                   |
| 2024              | Cher |                                        | |                                                   |
| 2024              | | Dave Matthews Band                     | Carter Beauford, Jeff Coffin, Stefan Lessard, Dave Matthews, LeRoi Moore, Tim Reynolds, Rashawn Ross și Boyd Tinsley. |                                                   |
| 2024              | | Foreigner                              | Dennis Elliott, Ed Gagliardi, Lou Gramm, Al Greenwood, Mick Jones, Ian McDonald și Rick Wills. |                                                   |
| 2024              | Peter Frampton |                                        | |                                                   |
| 2024              | | Kool & The Gang                        | Kool Bell, Ronald Bell, George Brown, Spike Mickens, Claydes Charles Smith, J.T. Taylor, Dee Tee Thomas și Ricky Westfield. |                                                   |
| 2024              | Ozzy Osbourne |                                        | |                                                   |
| 2024              | | A Tribe Called Quest                   | Ali Shaheed Muhammad, Phife Dawg, Q-Tip și Jarobi White. |                                                   |